# Second Chance (film, 1983)
Pour les articles homonymes, voir Second Chance.
Pour plus de détails, voir Fiche technique et Distribution.
Second Chance ou Seconde Chance (Two of a Kind) est un film américain réalisé par John Herzfeld, sorti en 1983.

## Synopsis
Revenant de ses vacances bien mérités, Dieu est insatisfait par la façon dont les Anges ont gardé la Terre pendant son absence. Il décide alors de provoquer un véritable déluge sur Terre. Les anges voulant se racheter, Dieu leur accorde un délai d'une semaine à la condition de trouver deux êtres dignes de son amour. Les anges décident de choisir Zack et Debbie.

## Fiche technique
- Titre original : Two of a Kind
- Titre français : Second Chance (sortie cinéma) ; Seconde Chance (ressortie)
- Titre québécois ; Deux oiseaux rares
- Réalisation : John Herzfeld
- Scénario : John Herzfeld
- Photographie : Fred Koenekamp
- Montage : Jack Hofstra (de)
- Musique : Kevin Elson et David Foster
- Production : Roger M. Rothstein et Joe Wizan
- Société de production : 20th Century Fox
- Société de distribution : 20th Century Fox
- Pays de production : États-Unis
- Langue : anglais
- Format : Couleur (DeLuxe) - 35 mm (Panavision) - 1,85:1 - son Dolby stéréo
- Genre : Comédie, Film fantastique
- Durée : 88 minutes
- Dates de sortie :
  - États-Unis : 16 décembre 1983
  - France : 21 mars 1984

## Distribution
- John Travolta (VF : Yves Rénier) : Zack
- Olivia Newton-John (VF : Annie Balestra) : Debbie
- Oliver Reed (VF : Gabriel Cattand) : Beasley
- Charles Durning (VF : William Sabatier) : Charlie
- Beatrice Straight (VF : Danielle Volle) : Ruth
- Scatman Crothers (VF : Robert Liensol) : Earl
- Castulo Guerra : Gonzales
- Richard Bright (VF : Alain Dorval) : Stuart
- Vincent Bufano (VF : Alain Flick) : Oscar
- Toni Kalem (VF : Françoise Dorner) : Terri
- James Stevens (VF : Érik Colin) : Ron
- Jack Kehoe (VF : Antoine Marin) : M. Chotiner
- Ernie Hudson (VF : Sady Rebbot) : l'inspecteur Skaggs
- Tony Crupi (VF : Joël Martineau) : l'inspecteur Bruno
- Robert Costanzo : le capitaine Cinzari
- Gene Hackman (VF : Louis Arbessier) : Dieu (voix) (non crédité)

## Autour du film
Dans ce film, John Travolta et Olivia Newton-John se retrouvent après Grease (1978).